# Bádminton en los Juegos Europeos de Cracovia 2023
El torneo de bádminton en los III Juegos Europeos se realizó en la Jaskolka Arena de Tarnów (Polonia) del 26 de junio al 2 de julio de 2023.
En total fueron disputadas en este deporte cinco pruebas diferentes, dos masculinas, dos  femeninas y una mixta.

## Medallistas
| Evento                            | Oro                                                        | Plata                                       | Bronce                                                                                      |
| --------------------------------- | ---------------------------------------------------------- | ------------------------------------------- | ------------------------------------------------------------------------------------------- |
| Individual masculino (2 de julio) | Viktor Axelsen · Dinamarca                                 | Christo Popov · Francia                     | Toma Popov · Francia Misha Zilberman · Israel                                               |
| Dobles masculino (1 de julio)     | Kim Astrup Sørensen · Anders Skaarup Rasmussen · Dinamarca | Benjamin Lane · Sean Vendy · Reino Unido    | Alexander Dunn · Adam Hall · Reino Unido Christo Popov · Toma Popov · Francia               |
| Individual femenino (2 de julio)  | Carolina Marín · España                                    | Mia Blichfeldt · Dinamarca                  | Kirsty Gilmour · Reino Unido Jenjira Stadelmann · Suiza                                     |
| Dobles femenino (1 de julio)      | Gabriela Stoeva · Stefani Stoeva · Bulgaria                | Debora Jille · Cheryl Seinen · Países Bajos | Margot Lambert · Anne Tran · Francia Linda Efler · Isabel Lohau · Alemania                  |
| Dobles mixto (2 de julio)         | Robin Tabeling · Selena Piek · Países Bajos                | Thom Gicquel · Delphine Delrue · Francia    | Marcus Ellis · Lauren Smith · Reino Unido Mathias Christiansen · Alexandra Bøje · Dinamarca |

## Medallero
| Núm. | País         | Oro | Plata | Bronce | Total |
| ---- | ------------ | --- | ----- | ------ | ----- |
| 1    | Dinamarca    | 2   | 1     | 1      | 4     |
| 2    | Países Bajos | 1   | 1     | 0      | 2     |
| 3    | Bulgaria     | 1   | 0     | 0      | 1     |
| 3    | España       | 1   | 0     | 0      | 1     |
| 5    | Francia      | 0   | 2     | 3      | 5     |
| 6    | Reino Unido  | 0   | 1     | 3      | 4     |
| 6    | Alemania     | 0   | 0     | 1      | 1     |
| 6    | Israel       | 0   | 0     | 1      | 1     |
| 6    | Suiza        | 0   | 0     | 1      | 1     |
|      | TOTAL        | 5   | 5     | 10     | 20    |